# Méthine
Ne doit pas être confondu avec Méthyle.
Méthine désigne en chimie un groupe fonctionnel tri-valent dérivé du méthane correspondant :
- soit à une liaison covalente simple et une double (groupe =CH−) ;
- soit à trois liaisons covalentes simples.

```
 \
 −CH
 /
```